# Црква брвнара у Вукушици
Црква брвнара у Вукушици налази се у општини Врњачка Бања. Посвећена је Светом Јовану Крститељу и подигнута је током првих деценија 19. века.

## Историјат цркве
Црква брвнара у Вукушици се налази око 8 километара јужно од пута Краљево-Крушевац, пре скретања за Врњачку Бању. Најстарији помен Вукушице потиче из 1476. године, када је село поменуто у попису Смедеревског санџака. Сама црква брвнара се налази изнад села, на заравни највише тачке Вукушићког брега. Како је црква опслуживала више села, њена локација је требало да буде на приближно једнакој удаљености од сваког од њих. О изградњи саме цркве нема никаквих података. Око ње се формирало сеоско гробље, на ком се и данас сахрањују само мештани Вукушице, иако парохија коју црква опслужује обухвата и Вранеше, Отроке, Каменицу и Брезна. Црква брвнара је први пут била поменута у шематизму из 1874. године, у оквиру Епархије ужичке и као година њене изградње наведена је 1837. година. У шематизму из 1895. године поново је иста година била наведена као година њене изградње, а као њен тадашњи парох наведен је Миливоје Васић.
И за цркву брвнару у Вукушици су везане легенде о прелетању цркве, као и за друге такве цркве у Србији. Према једној, буле су у цркви у Грачацу простирале пелене како би је оскрнавиле, па је црква прелетела у Вукушицу. Насупрот томе, досадашња научна литература изградњу цркве смешта у прве деценије 19. века, а саму изградњу су помагале и најугледније сеоске породице. Митрополит Михаило је у шематизму из 1874. године као годину изградње цркве брвнаре узео 1837. годину, јер се од те године вођене црквене књиге. Међутим, у Црквеном летопису је наведено да су у цркви обреди вршени и пре увођења црквених књига. Аутор Црквеног летописа, свештеник Теохор Теохаревић, покушао је крајем четрдесетих и почетком педесетих година прошлог века да одреди старост цркве на основу надгробних споменика који су пронађени поред ње. Он је закључио да је црква подигнута 1815. године, у време споразума између кнеза Милоша и Марашли Али-Паше. Према Теохаревићу, граница између српске и турске области је ишла поред села Грачаца, које је остало на турској страни, а Вукушица је постала део српске територије. Како је раздаљина између ова два села свега 5 километара, Теохаревић је сматрао да је било могуће да је црква из Грачаца била те године пренета у Вукушицу, што би могло објаснити и легенду о цркви која је прелетела из једног села у друго.
У Црквеном летопису наведено је да по предању црква у Вукушици постојала још од времена Немањића и да је изгледала идентично цркви Светог Саве у Грачацу, али је црква у Вукушици била срушена након Косовске битке. После обнове Патријаршије изграђена је црква брвнара у Грачацу, која је након Хаџи Проданове буне била пренета у Вукушицу. Како место на ком се црква брвнара у Вукушици налази није археолошки истражено, за сада није могуће потврдити или одбацити ово народно предање. За сада није познато ни да ли је некропола претходила цркви, или је гробље почело да се формира око цркве након њене градње.
Теохаревић је уз саму апсиду цркве открио надгробну плочу Николе Милакића, који се упокојио 4. децембра 1834. године и за њега је претпоставио да је ктитор цркве. Црква је 1881. године била обновљена и препокривена новом шиндром, а 1923. је била препокривена лимом и продужена зиданом припратом од печене цигле. Нова велика обнова је уследила августа 1947. године, а том приликом је црква била омалтерисана и окречена, са изузетком брвана са спољашње стране. Након ове уследило је и неколико мањих обнова, а током једне од њих су и северна врата цркве била обложена лимом.

## Изглед цркве
Црква брвнара у Вукушици је правоугаоног облика, са полукружном олтарском апсидом са источне стране, сличне оној коју имају цркве у оближњим селима Врба и Чукојевац. Градња, обрада и склапање дрвених делова, изведени су традиционалним поступком, карактеристичним за ову врсту архитектуре. На зиданом каменом соклу висине 0,5 м прво је постављена греда темељача, која је на тај начин конструкцију уздигла од земље. Спојена је засецима, а изнад ње се уздижу зидови од обрађених храстових брвана. Они се завршавају венчаницама, на које се ослања кровна конструкција. Укрућење зидова постигнуто је угаоним везама, попут „ластиног репа”, на исти начин као и дрвених елемената полукруга олтарске апсиде. Грађевина је засведена полуобличастим сводом од унизаних шашовака. Кровна конструкција се састоји од рогова везаних у слемену. Кров је стрм, двоводни, са заобљеним источним делом изнад апсиде, а првобитни кровни покривач била је шиндра. По један правоугаони прозорски оквир налази се са сваке стране. Првобитни прозорски отвори су сигурно били мањи и другачији. Црква има два улаза: главни са западне и споредни са северне стране, са мањим, лучно засведеним вратима. Дозидана припрата је правоугаоног облика и има исту висину и ширину као црква. Ради изградње припрате првобитни западни зид грађевине је био уклоњен. Како се шашовци полуобличастог свода изнад наоса настављају се у припрати добијен је јединствен простор.
У црквеној порти постојала је звонара која је била саграђена у исто време као и црква брвнара, али се срушила услед дотрајалости 1906. године. Већ наредне године је била подигнута нова, која служи и данас. Звоно су 1914. године однели Аустријанци. Велико звоно је 1922. године купљено у Крагујевцу, а мало звоно је 1927. године приложила породица Благојевић из Вукушице.
Иконостасна преграда је сачињена од дрвета, са престоним иконама и једним редом мањих икона са представама: пророка, јеванђелиста и апостола, са Исусом Христом између њих. Овај иконостас није првобитан, јер се на врху архитрава налазе заковани фрагменти, са изрезаним лучним завршецима, који су се сигурно налазили изнад царских и бочних двери старије иконостасне преграде. Данашњи иконостас има централне царске двери и северне бочне двери. Иконе по свом стилу припадају првој половини 19. века и времену прве владавине кнеза Милоша. На врху иконостаса је распеће, рад анонимног локалног мајстора, које је нешто млађег датума. Нарочити значај имају литургијске књиге које се чувају у овој цркви брвнари, а међу којима се истичу Октоих штампан 1797. године у Русији и Триод из 1813. године публикован у Москви.